# Großer Blumenberg

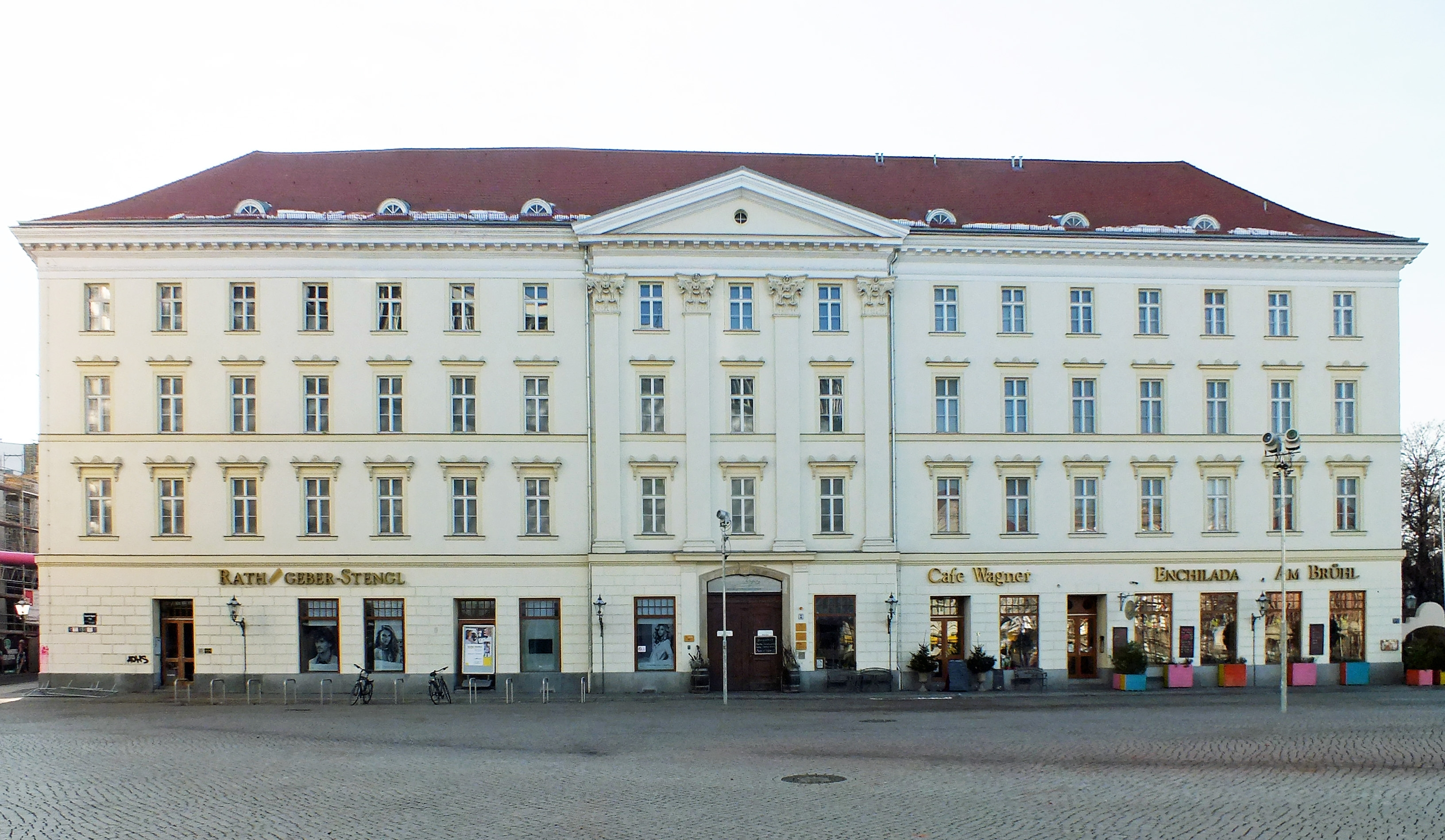
Der Große Blumenberg (2015)

Großer Blumenberg (auch Großer Blumberg) ist der Name eines Wohn- und Geschäftshauses in Leipzig. Der heutige Bau ist ein Werk des Architekten Albert Geutebrück (1801–1868). Er ist eines der wenigen erhaltenen Zeugnisse klassizistischen Baustils im Zentrum Leipzigs.

## Lage und Baubeschreibung
Der Große Blumenberg begrenzt die Südseite des Richard-Wagner-Platzes und hat die Adresse Richard-Wagner-Platz 1. Es ist ein vierstöckiger Baukörper mit einem kurzen Seitenflügel entlang der Großen Fleischergasse und einem etwas längeren an der Westseite.

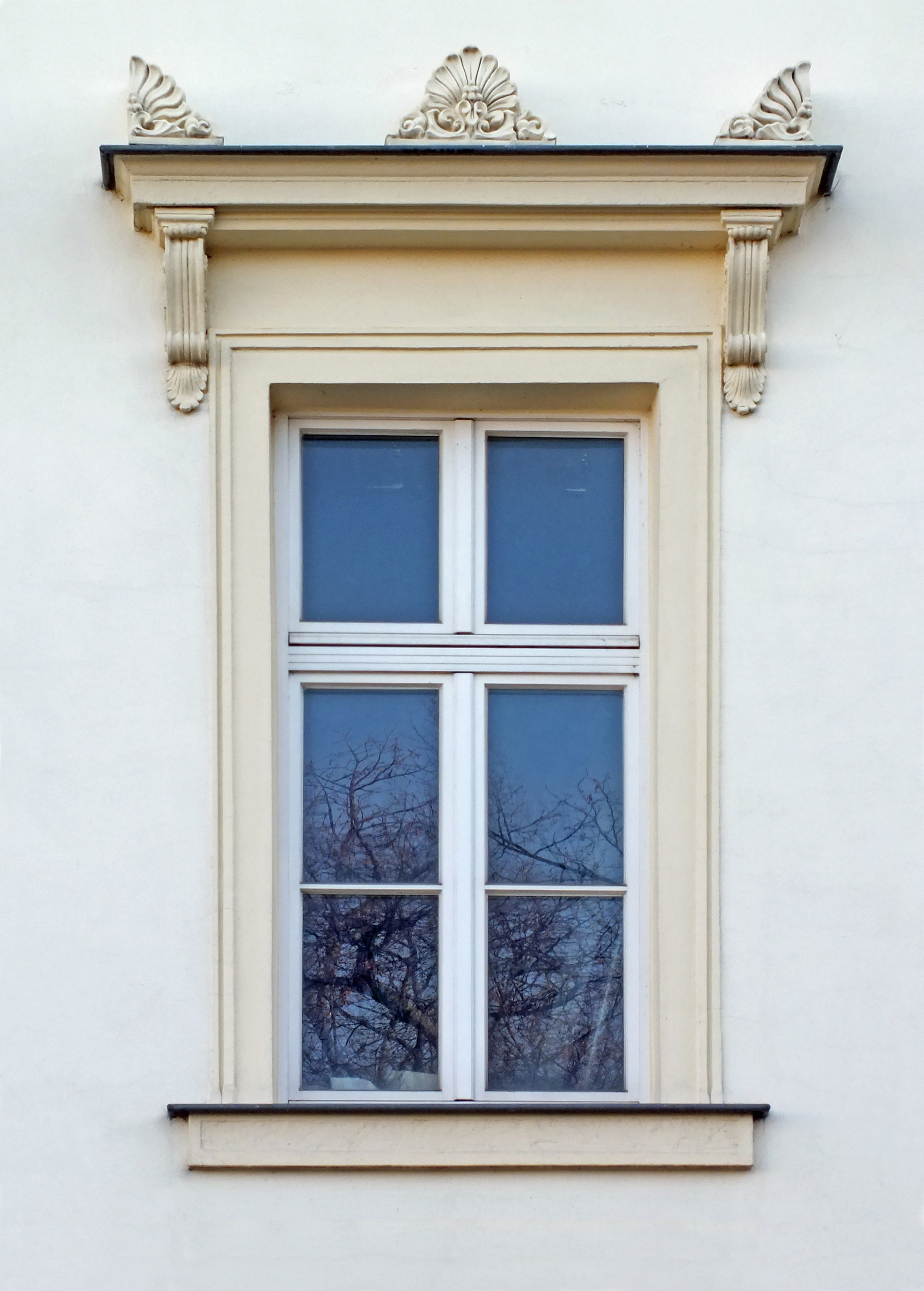
Fenster mit Verdachung und Akroterien
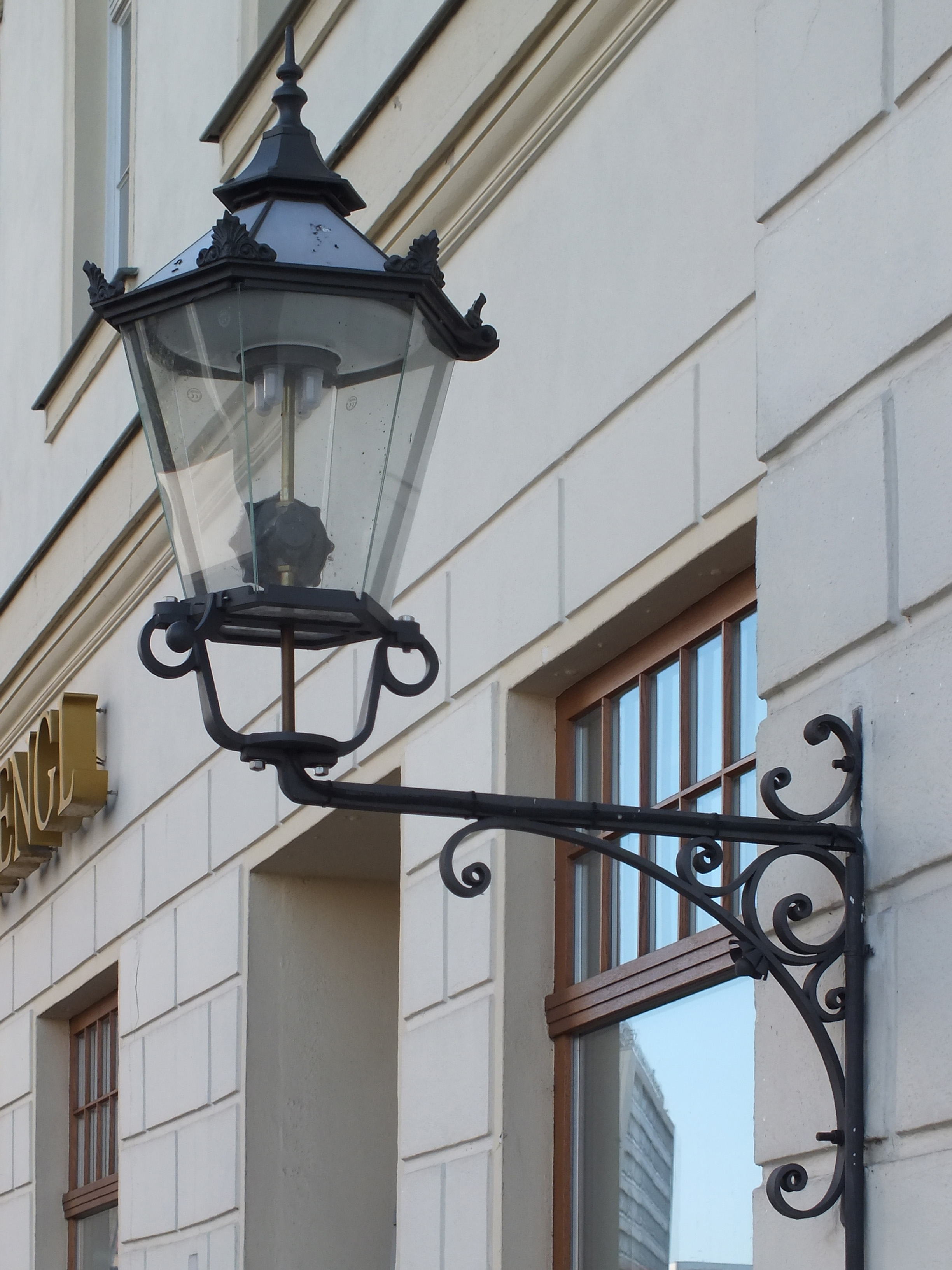
Eine der „Schinkel“-Leuchten
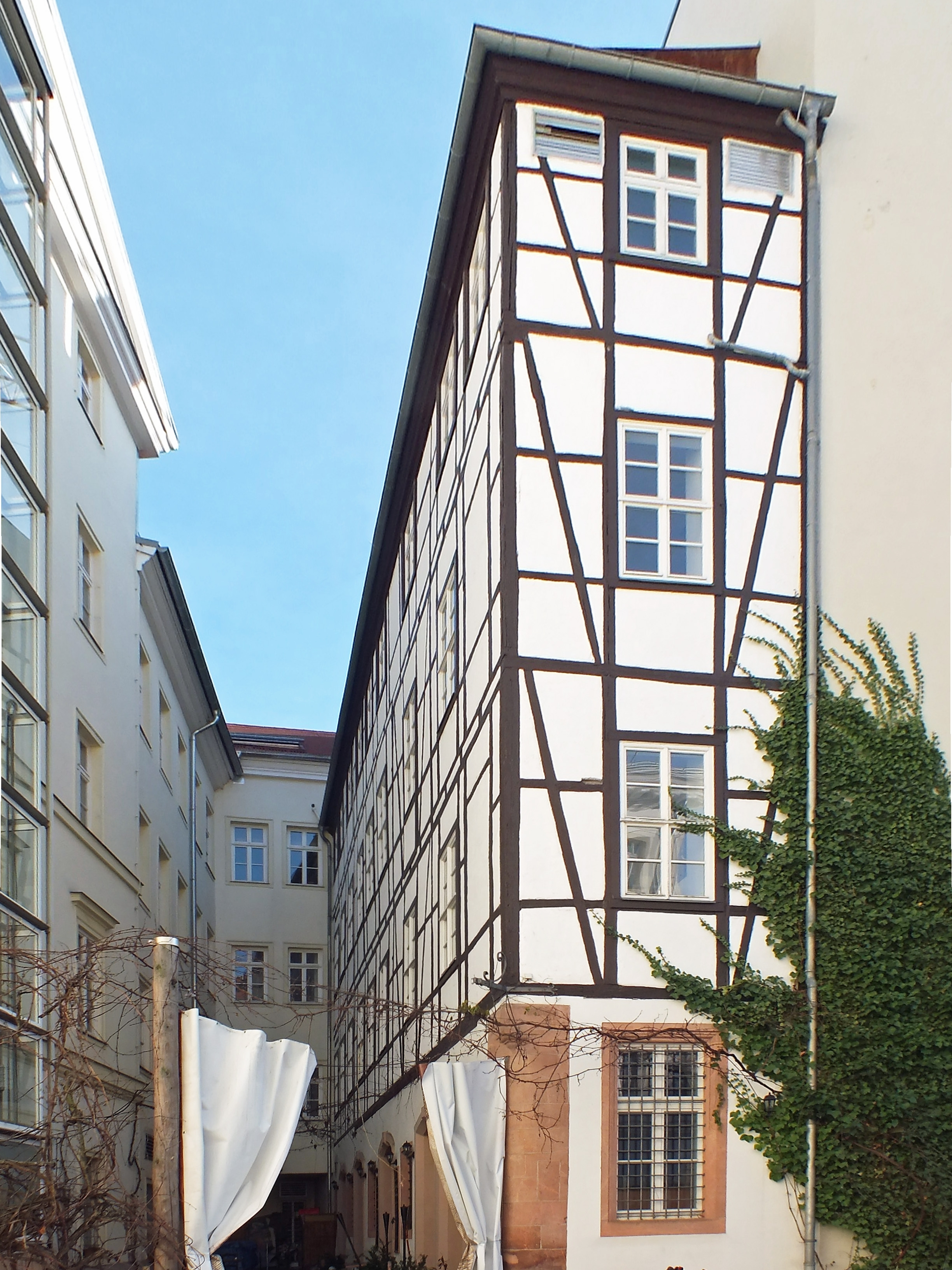
Der Fachwerkteil im Hof

Die etwa 56 Meter lange Hauptfront zum Platz hat 17 Fensterachsen. Der Mittelrisalit mit einem Dreiecksgiebel wird durch vier Pilaster mit korinthischen Kapitellen gegliedert. Das Hauptgesims besitzt einen Zahnschnitt, und den Fensterverdachungen sitzen Akroterien auf. An der mit Quaderputz versehenen Erdgeschosszone befinden sich restaurierte und auf elektrischen Betrieb umgestellte sogenannte Schinkel-Gasleuchten aus der Zeit um 1900. Das Gebäude besitzt ein Walmdach mit einigen kleinen Halbrundgauben.
Der zwölfachsige westliche Flügel hat einen sechs Achsen breiten schmucklosen Mittelrisalit mit Dreiecksgiebel. An das Nachbargebäude der Großen Fleischergasse angebaut, gehört zum Großen Blumenberg noch ein viergeschossiger Fachwerkbau, der mit dem Haupt- und dem kurzen Seitenflügel quasi einen Hof bildet. Er ist acht Fensterachsen breit und nur eine Fensterachse tief.

## Geschichte

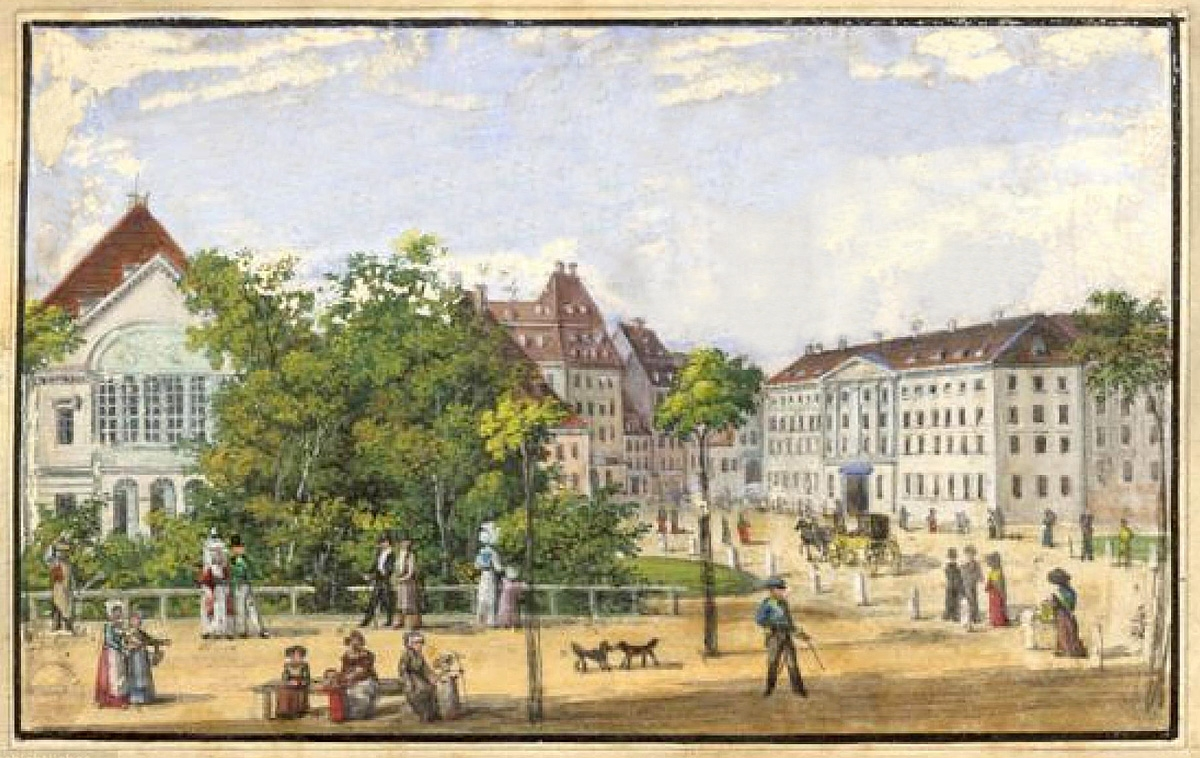
Theaterplatz um 1840, rechts der Große Blumenberg

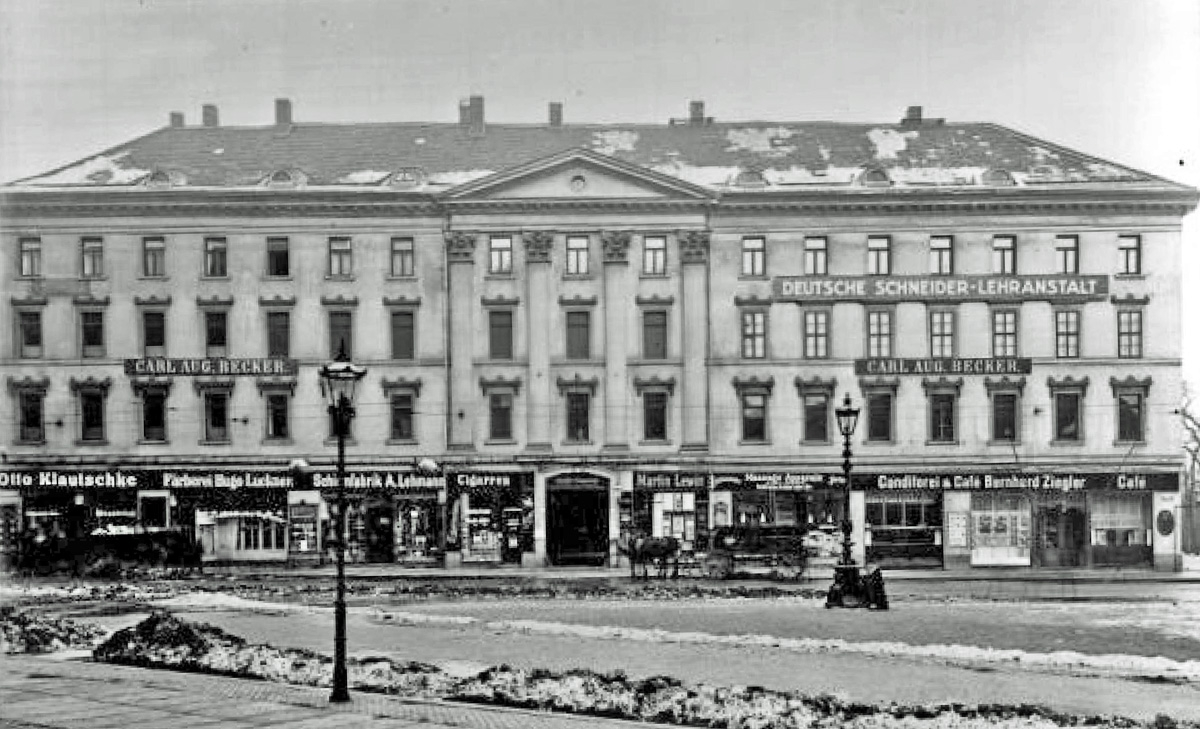
Großer Blumenberg (1915)

1525 wird für das Eckgebäude Große Fleischergasse ein Besitzer Tiburtius Blumberg genannt und 1549 Caspar Blumberg, dessen Erben 1572 das Haus an Gregor Stiel verkauften. Der Hausname taucht erstmals 1591 als „Gastwirt zum Plumberg“ auf. Johann Christian Ehlich vereinigte 1714 den Besitz mit einem weiteren Haus in der Großen Fleischergasse. 1767 erscheint zur Unterscheidung der beiden im Ratsbuch für das Haupthaus erstmals der Name Zum großen Blumenberg und für das andere Zum kleinen Blumenberg. Zum großen Blumenberg war im 18. Jahrhundert einer der führenden Fremdenhöfe der Messestadt.
Dem Platz Richtung Ranisches Tor entlang schloss sich an den großen Blumenberg das Ranische Badehaus an. Hier diente der Färberboden eines Böttchermeisters bis 1776 als Theatersaal. In diesem Saal trat auch Friederike Caroline Neuber (1697–1760), die Neuberin, mit ihrer Theatertruppe auf und spielte hier in der Saison 1749/1750 die letzten ihrer Leipziger Vorstellungen.
Von 1826 bis 1832 entstand nach Abriss mehrerer Gebäude auf dem Gelände an dem nun wegen des gegenüberliegenden Alten Theaters „Theaterplatz“ genannten Platze nach Plänen des Stadtbaudirektors Albert Geutebrück jener Neubau, der noch heute existiert. Neben zahlreichen Geschäften beherbergte er das 1897 gegründete „Café Ziegler“, das später „Café am Alten Theater“ hieß. Von 1857 bis 1859 wohnte der Mäzen Ferdinand Rhode im Großen Blumenberg.
Im Zweiten Weltkrieg wurde das Gebäude teilzerstört; besonders der westliche Teil war betroffen. Von 1961 bis 1964 erfolgte der Wiederaufbau, 1978/1979 eine Fassadeninstandsetzung und in den Jahren 2001 bis 2003 eine weitere Sanierung. Während der DDR-Zeit hieß das Café im Erdgeschoss „Café am Brühl“. Zur Leipziger Herbstmesse 1979 erschien der Große Blumenberg als Motiv auf einer Sonderbriefmarke.
Von 2014 bis 2015 ist das Bauwerk erneut umfassend restauriert worden. Seine Fassade erstrahlt wieder in neuem Glanz. Das Haus wird heute für Büroräume, Gastronomie und Läden genutzt. Im Erdgeschoss befinden sich derzeit ein Café und ein mexikanisches Restaurant und im Fachwerkbau im Hof eine Weinwirtschaft.